# Valle del Ala
El valle del Ala (en inglés: Ala Valley), a veces valle del Allah (en inglés: Allah Valley), es el valle del río Ala en Filipinas. Se encuentra en las coordenadas 6 ° 27'40 "N 124 ° 40'8" E en la provincia de Cotabato del Sur de la isla de Mindanao.
La economía se basa en la agricultura produciendo sobre todo copra, de enormes plantaciones de coco. Otra fuente importante de ingresos es la acuicultura de tilapia en el lago Sebú.
Las empresas están comenzando a invertir para construir fábricas en el área, especialmente en los municipios de Surala y T'Boli.